# Sharpe all'attacco
Sharpe all'attacco (Sharpe's Havoc) è un romanzo storico scritto da Bernard Cornwell ed è ambientato durante le guerre napoleoniche.

## Trama
Il tenente Richard Sharpe è ufficiale del 95º Fucilieri, durante la campagna di Portogallo nel 1809. Sharpe riceve l'ordine dal Tenente Colonnello Christopher di raggiungere una località a nord di Porto. Tagliato fuori dalle linee nemiche, cerca l'aiuto dell'impreparato esercito locale, guidato dal tenente (ex avvocato) Jorge Vicente. La missione consiste nel proteggere la cittadina inglese Kate Savage, figlia di un nobile inglese ed ereditiera. Dopo alcune piccole scaramucce contro i temuti dragoni francesi, Sharpe e i suoi uomini riescono a fuggire verso le rive del Duero a Sud. Qui riescono a procurarsi delle imbarcazioni, con le quali raggiunge la riva Sud del fiume e mettersi in contatto con l'avanguardia dell'esercito inglese guidato da Sir Arthur Wellesley. Approfittando di una fatale distrazione francese, gli Inglesi riescono ad attaccare la città mal difesa dal maresciallo Nicolas Jean-de-Dieu Soult e a liberarla.

## Personaggi
- Tenente Richard Sharpe, protagonista.
- Sergente Patrick Harper, braccio destro di Sharpe.
- Tenente Colonnello Christopher, l'antagonista della serie, tenta un doppio gioco ai danni dell'esercito inglese.
- Maggiore Hogan, cartografo e superiore di Sharpe, viene scortato dal protagonista durante gli eventi precedenti al romanzo.
- Sir Arthur Wellesley, compare in una breve apparizione in questo romanzo.
- Jorge Vicente, ufficiale portoghese, prima della guerra era un avvocato.
- Maggiore Dulong, valoroso ufficiale francese, è l'autore dell'attacco francese a Porta Nova.
- Kate Savage, nobildonna ed ereditiera inglese.

## Edizioni
- Bernard Cornwell, Sharpe all'attacco, traduzione di Donatella Ceruttini, Longanesi,  p. 404, ISBN 978-88-304-2261-2.